# Woodwardia maxima
Woodwardia maxima là một loài thực vật có mạch trong họ Blechnaceae. Loài này được Ching miêu tả khoa học đầu tiên năm 1974.